# Hypoptychus dybowskii
Hypoptychus dybowskii ist ein kleiner Fisch aus der Teilordnung der Stichlingsartigen, der an den Küsten des nördlichen Japans, Koreas, Sachalins sowie des Ochotskischen Meeres lebt.

## Merkmale
Er hat einen langgestreckten, schuppenlosen Körper, der 8,5 Zentimeter lang werden kann. Rücken- und Afterflosse sitzen weit hinten und werden von etwa 20 Weichstrahlen gestützt. Hartstrahlen sind nicht vorhanden. Die Brustflossen haben neun Flossenstrahlen, Bauchflossen und Beckengürtel sind nicht vorhanden. Die gegabelte Schwanzflosse hat 13 Flossenstrahlen, von denen 11 geteilt sind. Die Fische haben vier Kiemenreusenstrahlen. Nur die Männchen haben Zähne auf der Prämaxillare. Die Wirbelsäule besteht aus 55 bis 59 Wirbeln.

## Systematik
Innerhalb der Stichlingsartigen ist Hypoptychus dybowskii nur mit Aulichthys japonicus näher verwandt, der neuerdings ebenfalls in die Familie Hypoptychidae gestellt wird.